# La traviata (filme)
La Traviata (La Traviata (título em Portugal) ) é um filme italiano de 1982, do gênero drama musical, dirigido por Franco Zeffirelli e estrelado por Teresa Stratas e Plácido Domingo.
O filme transpõe para as telas a ópera homônima de Verdi (música) e Francesco Maria Piave (libreto), por sua vez baseada no romance A Dama das Camélias, de Alexandre Dumas Filho.
Leonard Maltin concede à obra sua (rara) nota máxima (quatro estrelas) e assinala que a fotografia e o desenho de produção não encontram paralelos nem mesmo na Era de Ouro do cinema.

## Sinopse
Paris, década de 1840. Violetta, cortesã amante do rico Barão Douphol, oferece uma festa para celebrar a cura de sua tuberculose. Lá, ela encontra Alfredo, jovem burguês provinciano, e os dois se apaixonam. O casal muda-se para o interior, onde encontra a felicidade. Contudo, Giorgio, pai de seu amado, encontra-se com Violetta e a convence de que sua má reputação não deixa a irmã de Alfredo conseguir um bom casamento. Ela, então, rompe com Alfredo e volta para o barão. Alfredo, cego de ciúme e sem entender os motivos de Violetta, passa a cometer atos que terão trágicas consequências.

## Premiações
| Patrocinador                                            | Prêmio           | Categoria                                                                  | Situação                   |
| ------------------------------------------------------- | ---------------- | -------------------------------------------------------------------------- | -------------------------- |
| Academia de Artes e Ciências Cinematográficas           | Oscar            | Melhor Direção de Arte Melhor Figurino                                     | Indicado                   |
| Associação de Correspondentes Estrangeiros de Hollywood | Golden Globe     | Melhor Filme em Língua Estrangeira                                         | Indicado                   |
| British Academy of Film and Television Arts             | BAFTA            | Melhor Filme Estrangeiro Melhor Direção de Arte Melhor Figurino Melhor Som | Indicado Vencedor Indicado |
| National Board of Review                                | NBR              | Cinco Melhores Filmes Estrangeiros de 1983                                 | Escolhido                  |
| Sindicato Nacional dos Jornalistas de Cinema Italianos  | Nastro d'Argento | Melhor Direção de Arte Melhor Fotografia Melhor Figurino                   | Vencedor                   |

## Elenco
| Ator/Atriz         | Personagem       |
| ------------------ | ---------------- |
| Teresa Stratas     | Violetta         |
| Plácido Domingo    | Alfredo          |
| Cornell MacNeil    | Giorgio          |
| Allan Monk         | Barão Douphol    |
| Axelle Gall        | Flora            |
| Pina Cei           | Annina           |
| Maurizio Barbacini | Gastone          |
| Robert Sommer      | Doutor Grenvil   |
| Richard Oneto      | Marquês d'Obigny |
| Dominique Journet  | Irmã de Alfredo  |
| Luciano Brizi      | Giuseppe         |